# Phacellothrix
Phacellothrix là một chi thực vật có hoa trong họ Cúc (Asteraceae).

## Loài
Chi Phacellothrix gồm các loài: